# Wäinö Korhonen
Wäinö Korhonen, född 21 december 1926 i Jäskis, död 13 december 2018, var en finländsk femkampare, fäktare, simmare och vattenpolospelare.
Korhonen blev olympisk bronsmedaljör i modern femkamp vid sommarspelen 1956 i Melbourne.